# Cathédrale Notre-Dame-du-Bourg de Digne
Cette  cathédrale n’est pas la seule cathédrale Notre-Dame.
La cathédrale Notre-Dame-du-Bourg, à Digne-les-Bains, est l’ancienne cathédrale du diocèse de Digne. Elle fait l’objet d’un classement au titre des monuments historiques par la liste de 1840.

## Histoire
Digne, « Dinia », est la capitale des Bledontii ou Brodonticiens,, cité romaine devenue le siège d'un évêché au IVe siècle. Il ne subsiste pas de monument gallo-romain. Un document de 780 énonce « in Digna civitate » pour un plaid tenu à la demande de Charlemagne par des missi dominici à la suite d'une plainte de l'évêque Mauront de Marseille représentant l'abbaye Saint-Victor de Marseille. Le texte le plus ancien suivant est une bulle du pape Alexandre III datée du 3 novembre 1180 citant cette cathédrale et l'évêque de Digne Bertrand Ier de Turriers mentionne les propriétés du chapitre. Le castrum de Digne est cité dans un acte de 1193. Un acte de 1221 donné au bourg de Digne cite les privilèges accordés au chapitre par le comte de Provence. Ces actes permettent de préciser qu'il y a au Moyen Âge deux parties dans Digne, le château ou la cité épiscopale qui a succédé à la cité gallo-romaine, et le bourg, mais le bourg va entrer en décadence à partir du XIVe siècle. Les foires qui s'y tenaient sont transférées dans la cité par le roi René, comte de Provence.
Bien qu'une lettre apocryphe attribue la fondation de l'église à Charlemagne, en 780, son style roman montre que sa fondation ne peut remonter avant le IXe siècle et que le clocher et quelques débris de colonnes ne peuvent pas remonter au-delà du XIe siècle.
Victime de nombreuses attaques et pillages, elle est rénovée au début du XIIIe siècle. Elle est ravagée par les huguenots en 1560-1562, 1568 et 1574. Elle est bombardée par Lesdiguières pendant les guerres de Religion (1591). Après cette attaque, en 1591, le siège de l’évêché fut transféré à la cathédrale Saint-Jérôme de Digne.

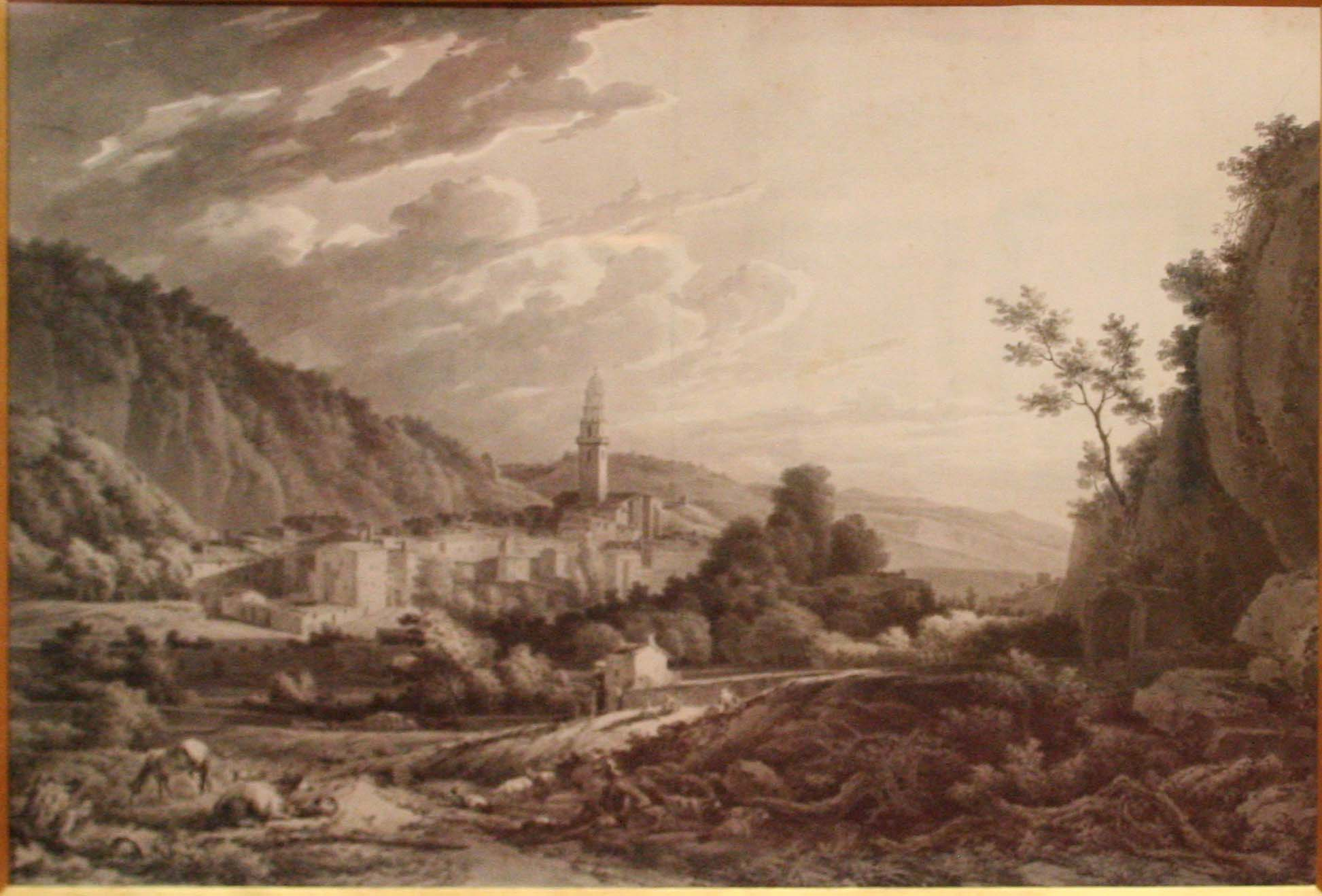
Vue de Digne prise des abords de Notre-Dame du bourg : tableau réalisé vers 1800, visible au Musée Gassendi.
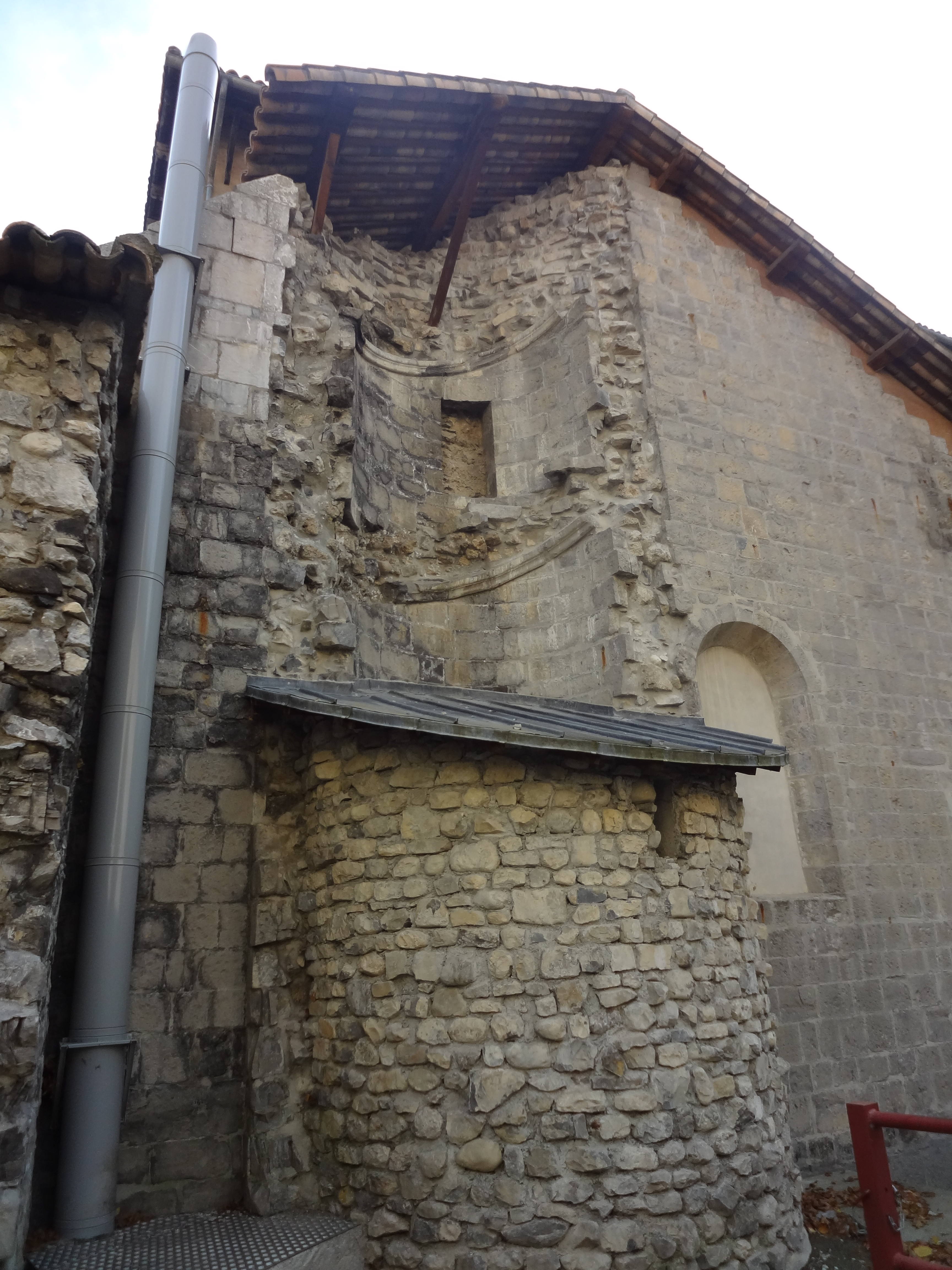
Vestiges d’un état antérieur, façade nord.
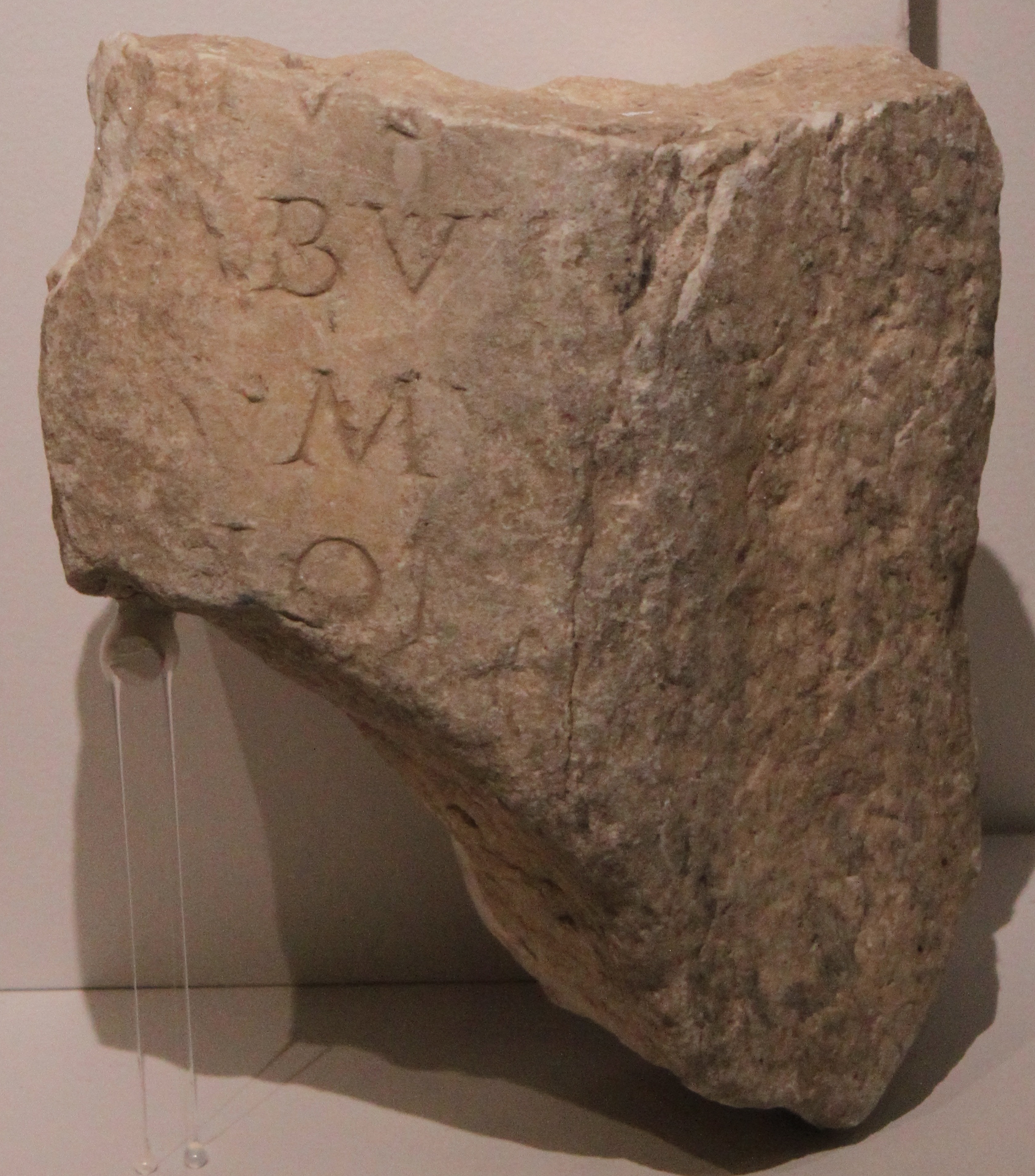
Fragment d'inscription latine d'époque romaine retrouvé lors des fouilles.

## Architecture

### Extérieur
Des parties des XIe et XIIe siècles subsistent.
Aujourd'hui entièrement restaurée, c'est l’un des plus importants édifices de style roman à nef unique du Sud-Est de la France. Construite à la fin du XIIe siècle jusqu’au début du XIVe siècle, elle a été bâtie sur des vestiges d’églises antérieures. Les travaux de restauration générale de la cathédrale, menés dans les années 1980 ont été accompagnés de fouilles archéologiques de grande ampleur, avec une première campagne entre 1987 et 1988. Elles ont permis d'accroître la connaissance historique de cet édifice,.
Après sa bénédiction la nouvelle cloche « Marie-Vincent », a été mise en place le 13 septembre 2012, ainsi que de deux cloches dans le beffroi,.

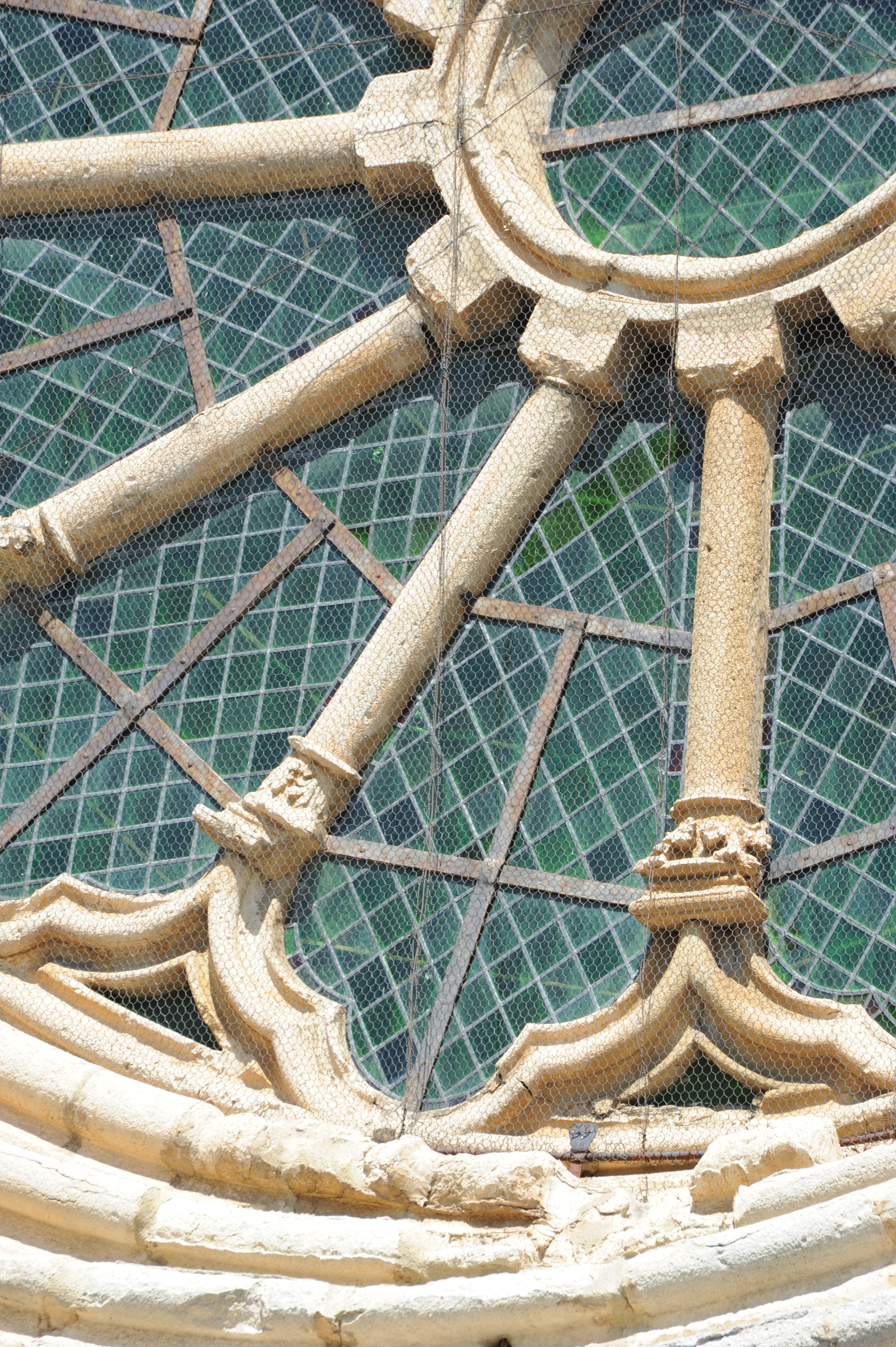
Détail de la rosace.
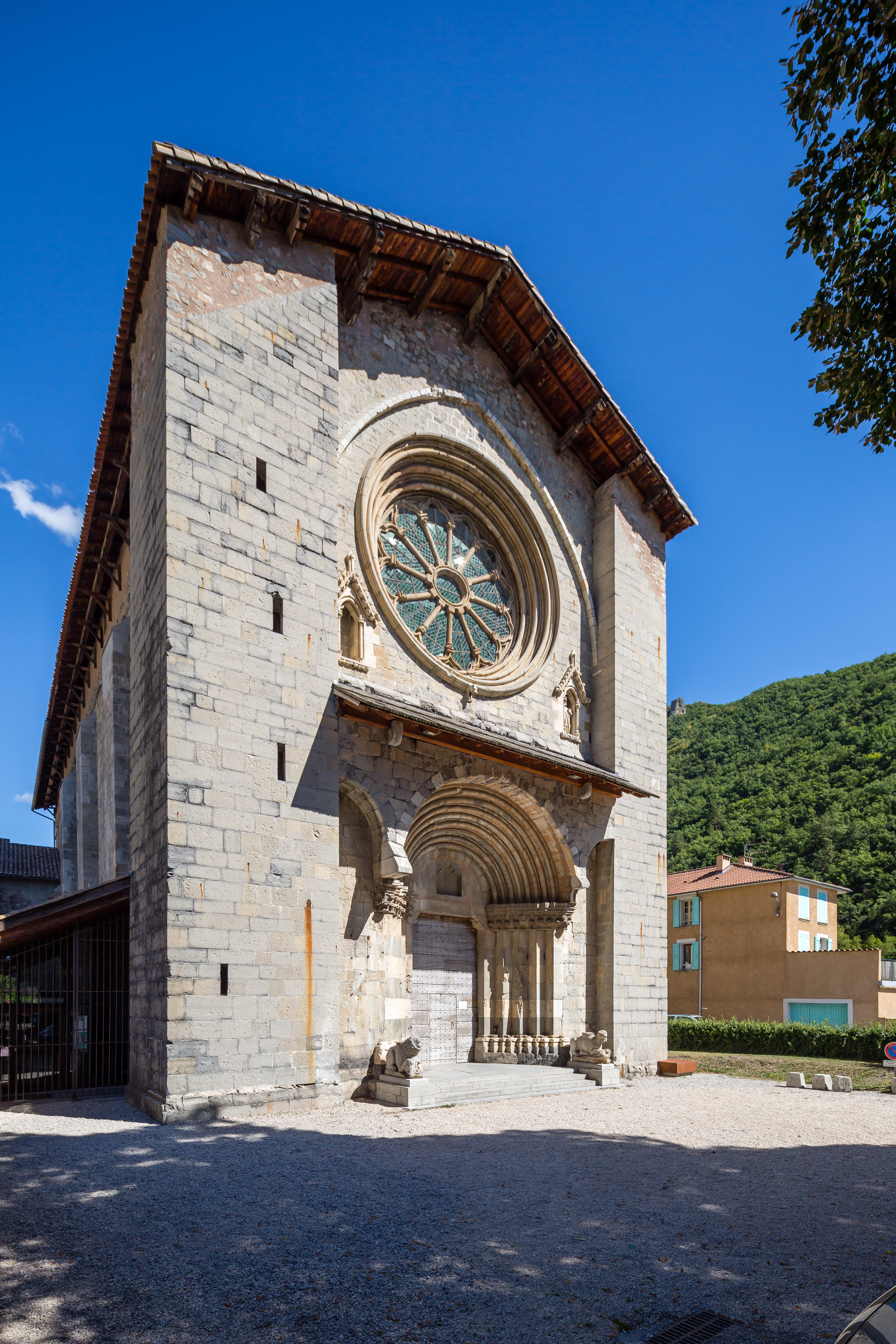
La façade.
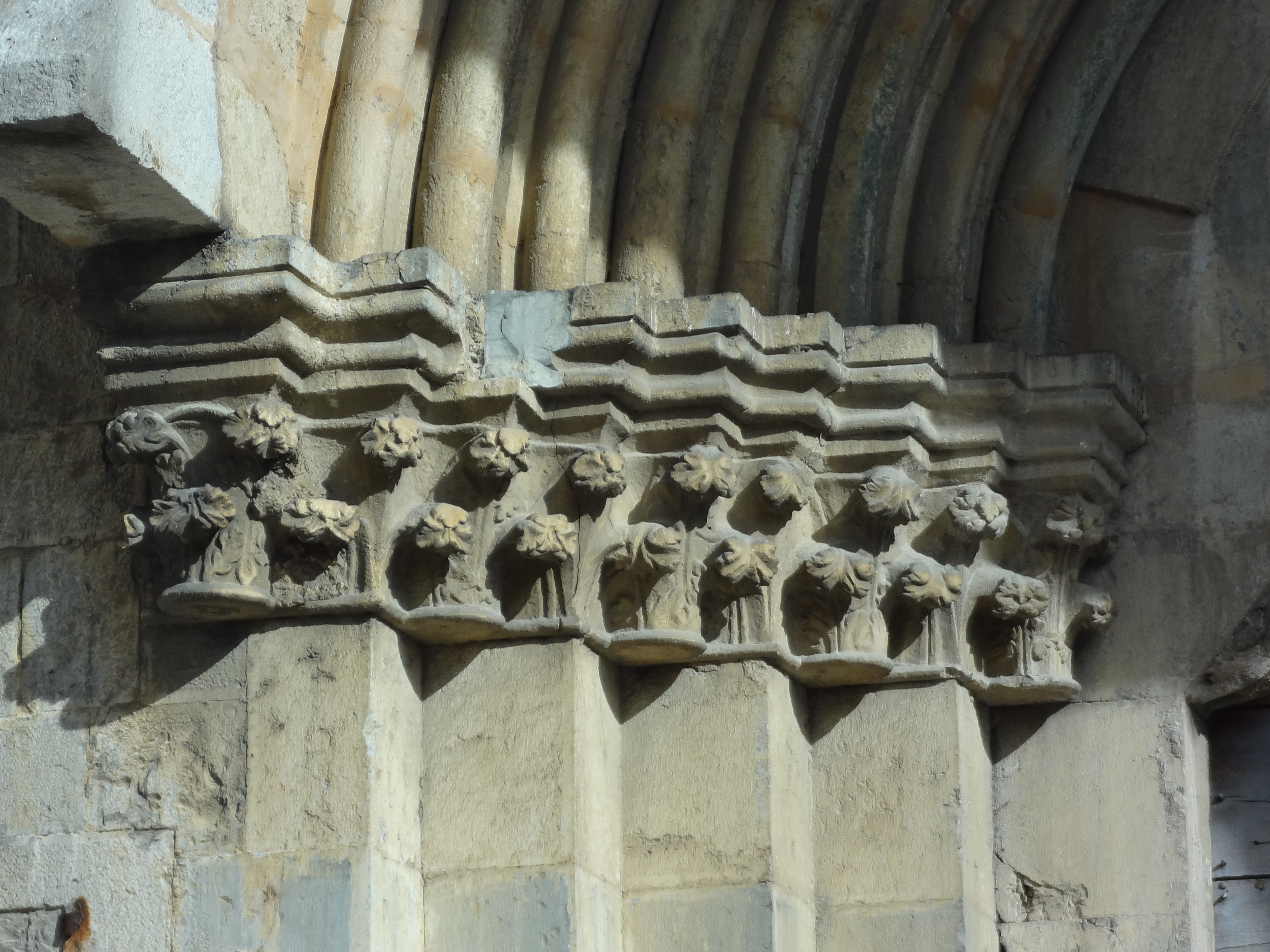
Détail des chapiteaux du portail.
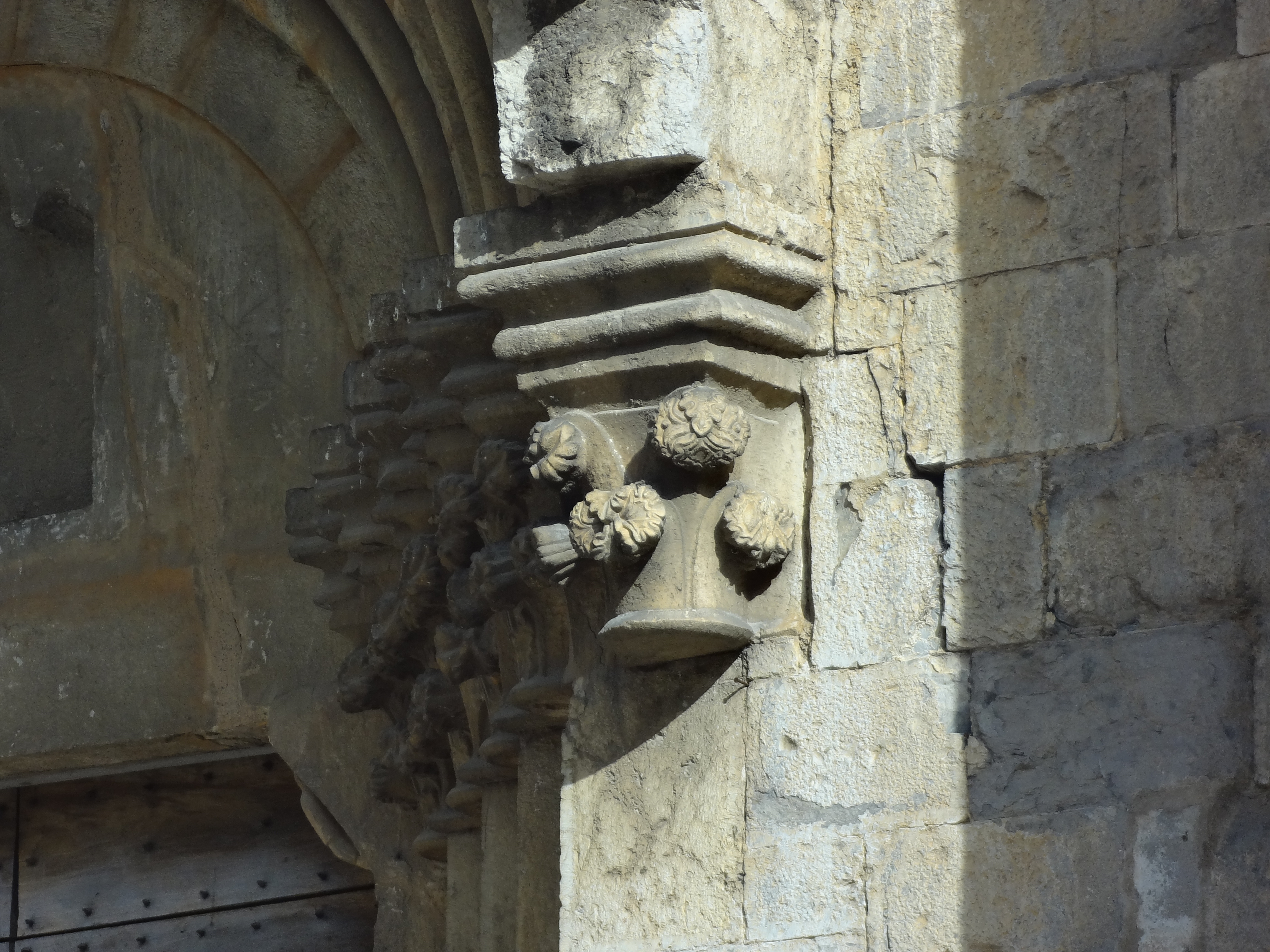
Détail du portail.
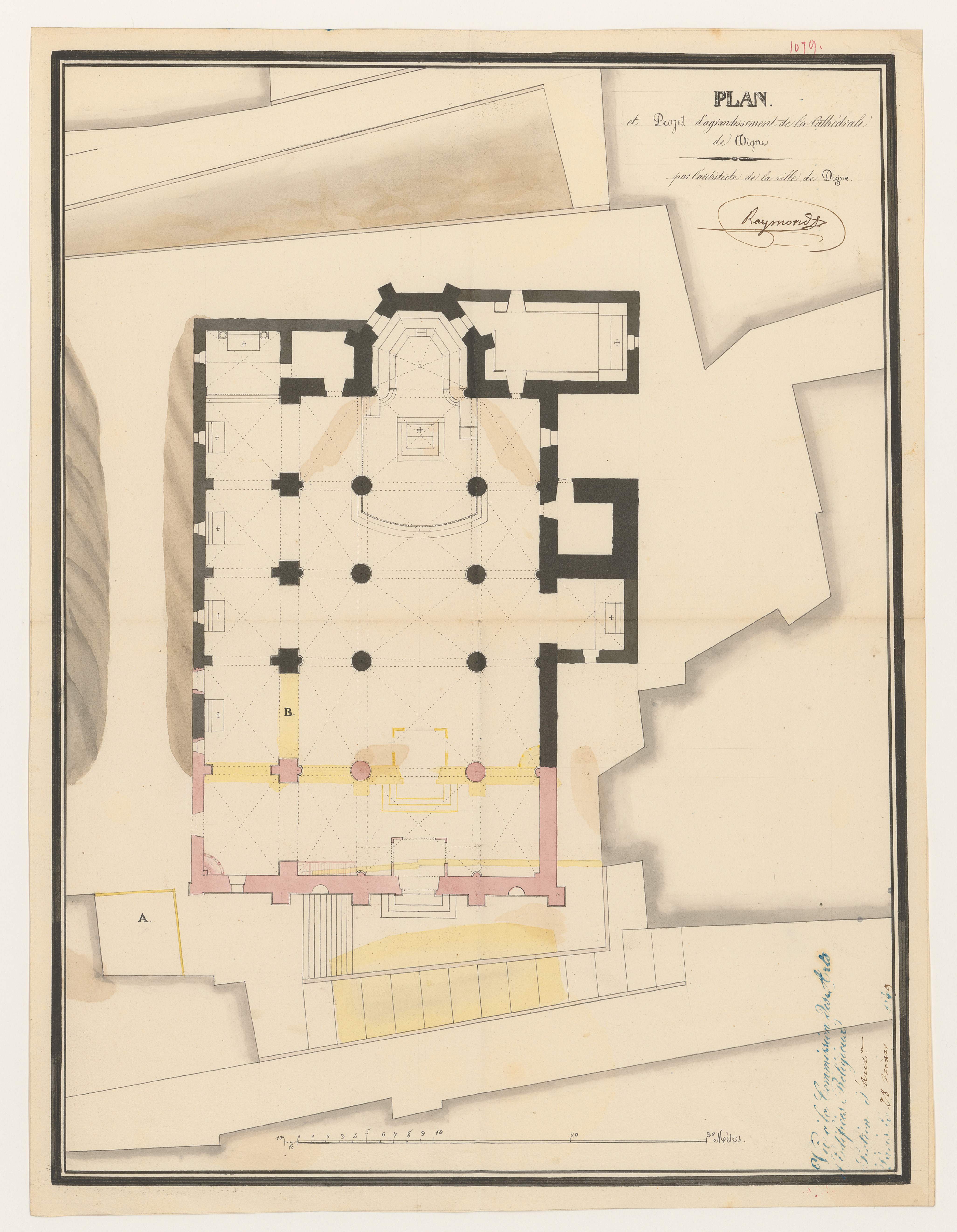
Plan et projet d'agrandissement de la cathédrale de Digne, par A. Raymond (1849).

### Intérieur

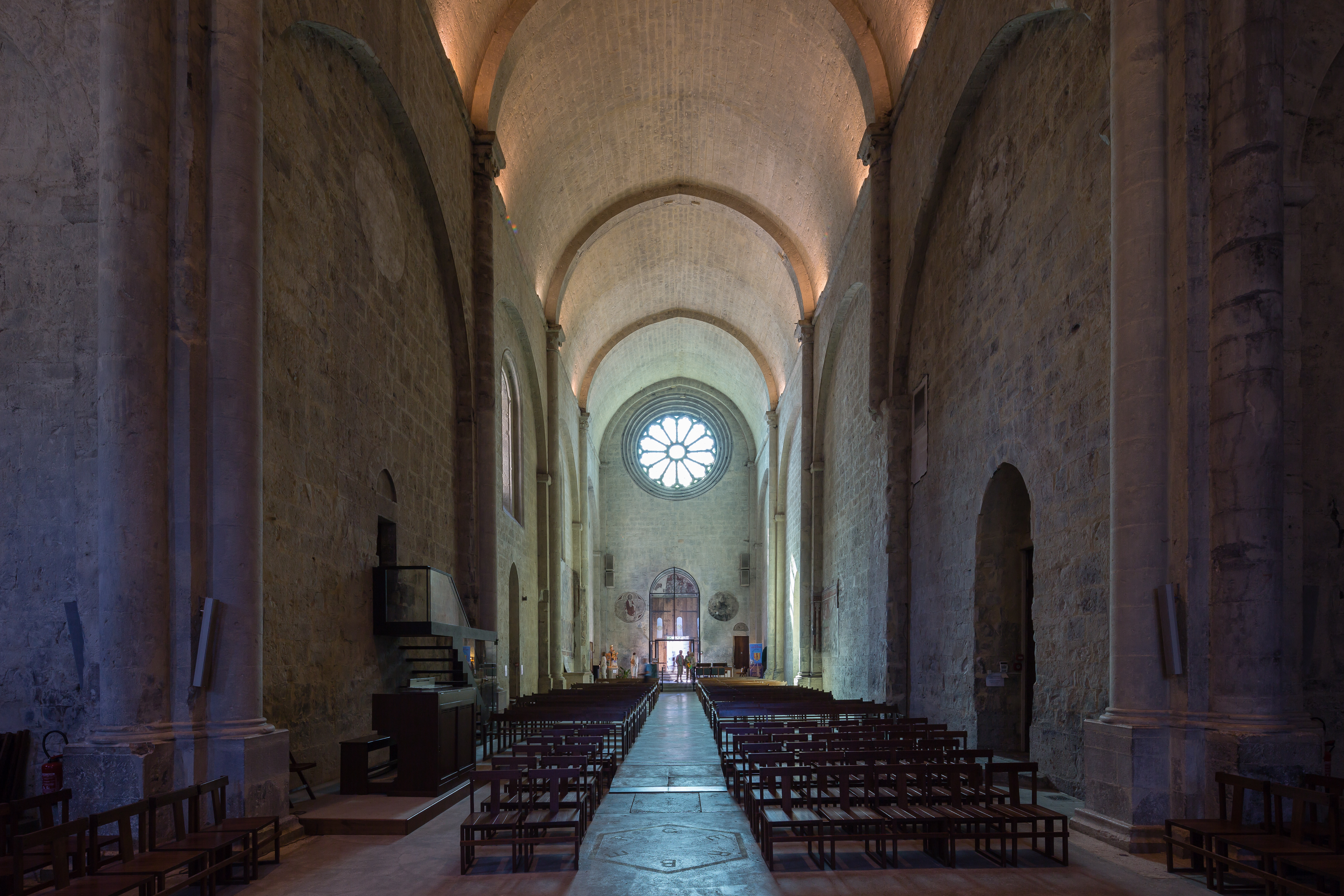
La nef, depuis le chœur.

Son autel de marbre blanc est d’époque mérovingienne,.
Peintures murales tardo-médiévales,.

#### Éléments liturgiques contemporains
L'église ne comportait ni mobilier, ni vitraux, seulement une rosace. Cette situation rare a conduit la ville à souhaiter que des vitraux et un réaménagement de l’espace liturgique soit l'objet d’une création contemporaine. Dans le cadre de la commande publique, cette création contemporaine est l'œuvre de l’artiste canadien David Rabinowitch.

##### Vitraux
Tous les vitraux conçus par Rabinowitch déclinent un motif constitué de cives, feuilles de verre de forme circulaire soufflées en plateau, et diversement colorées.
- Le triplet du chœur, représentant la Sainte Trinité : le Père (vert), le Fils (violet ou lavande) et l'Esprit saint (jaune).
- Le vitrail du chœur, rouge.
- Le vitrail de Notre-Dame, bleu.
- Le vitrail des fonts baptismaux, blanc à deux cives.

##### Incrustations au sol

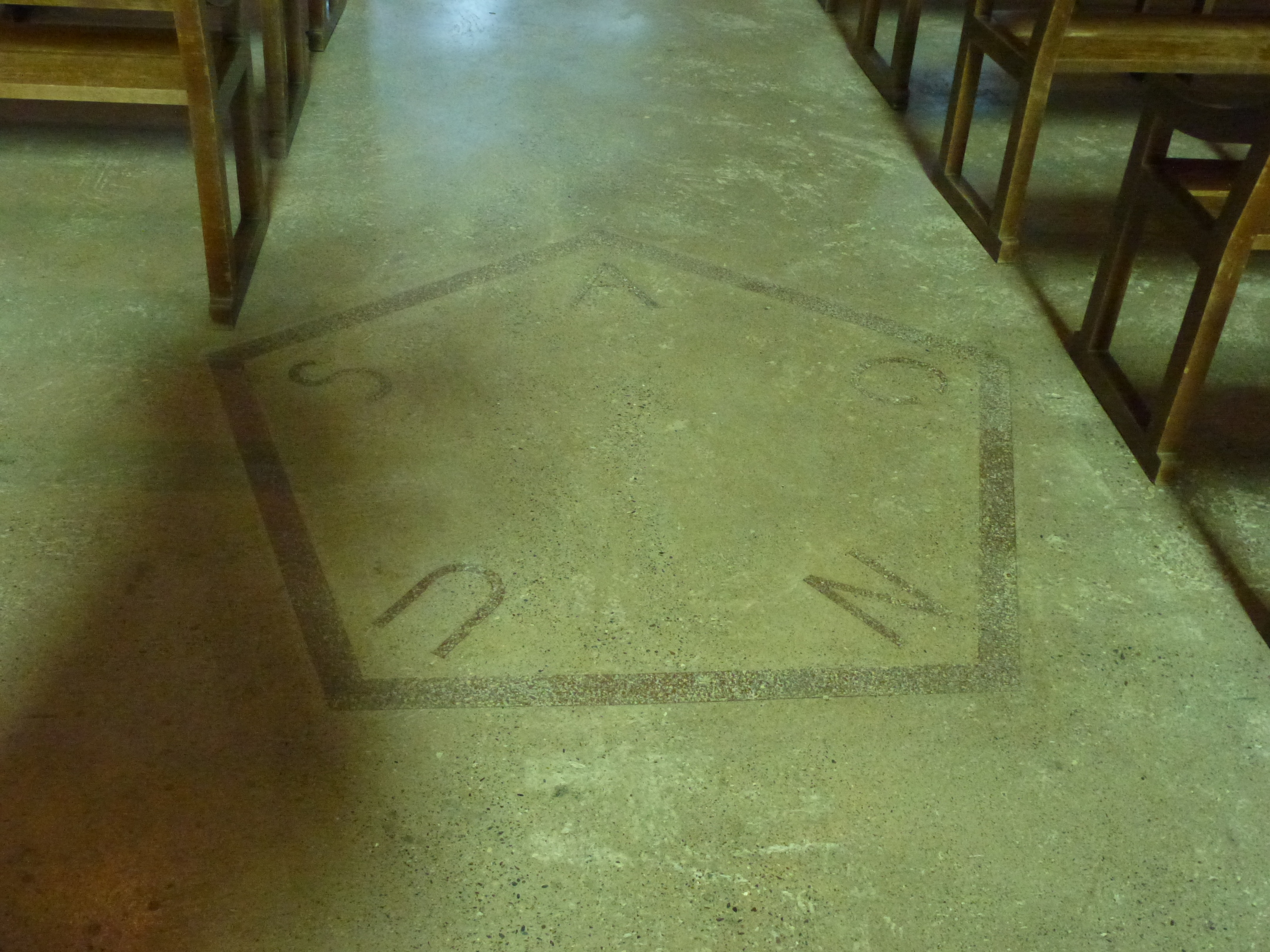
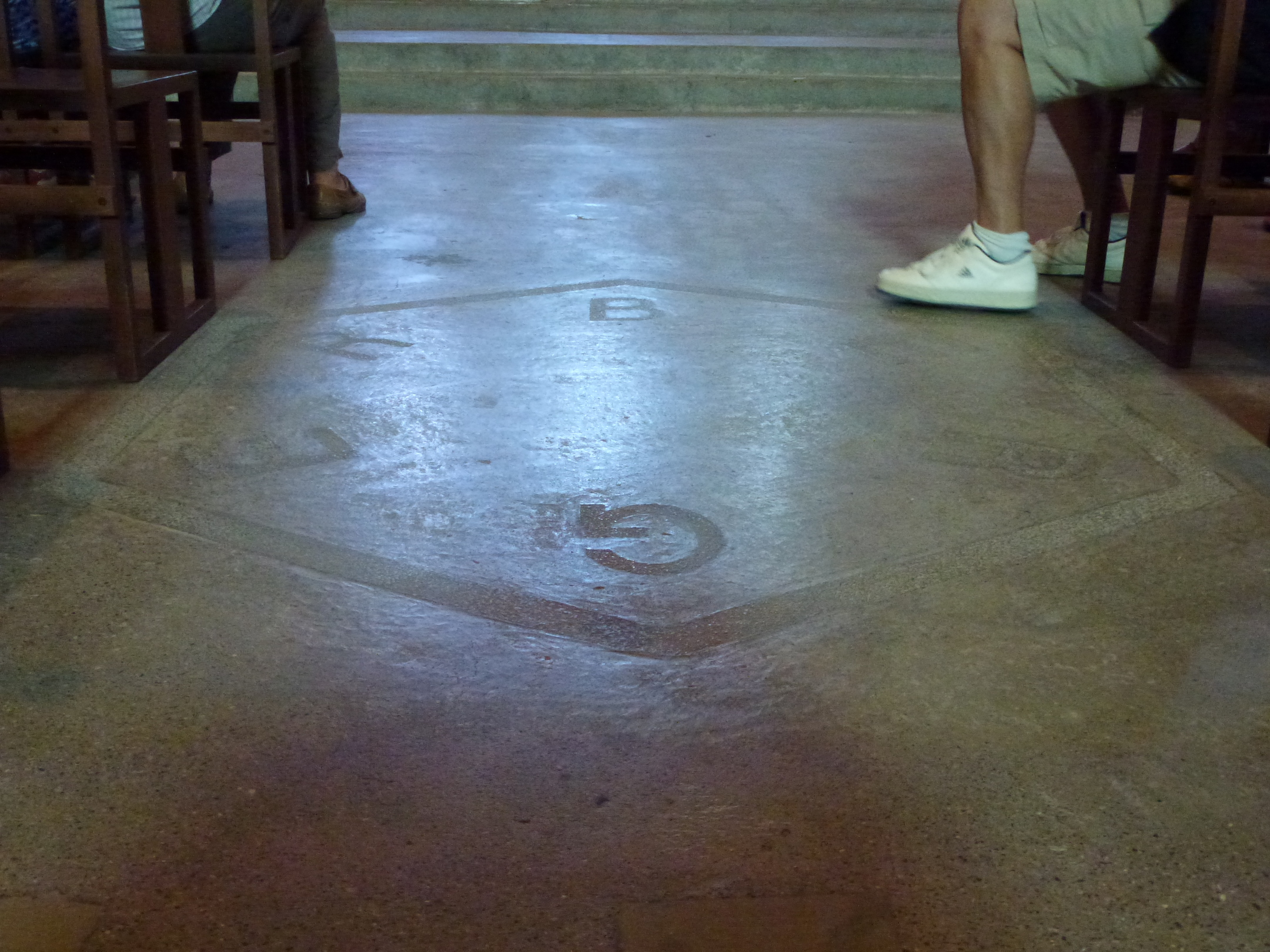

Depuis l'entrée de la nef, le cheminement est marqué de plusieurs étapes, symboles gravés au sol et rehaussés de métal incrusté.
1. (hors série) une ammonite intégrée dans un trou circulaire vitré, censée symboliser la création
2. un triangle équilatéral marqué des trois lettres hébraïques כ, ר, מ formant le mot כֶּרֶם désignant la vigne en hébreu
3. un carré marqué ΙΧΘΥΣ (Ichtus) signifiant poisson en grec
4. un pentagone marqué agnus signifiant agneau en latin
5. un hexagone marqué berger
6. une croix située à la croisée du transept
7. trois symboles  le long du transept
8. un heptagone centré sur la lettre grecque alpha, symbolisant le commencement
9. un octogone contré sur la lettre grecque oméga, symbolisant la fin
10. un octogone et un cercle concentriques, autour de la cuve baptismale
11. un ennéagone avec deux cercles concentriques

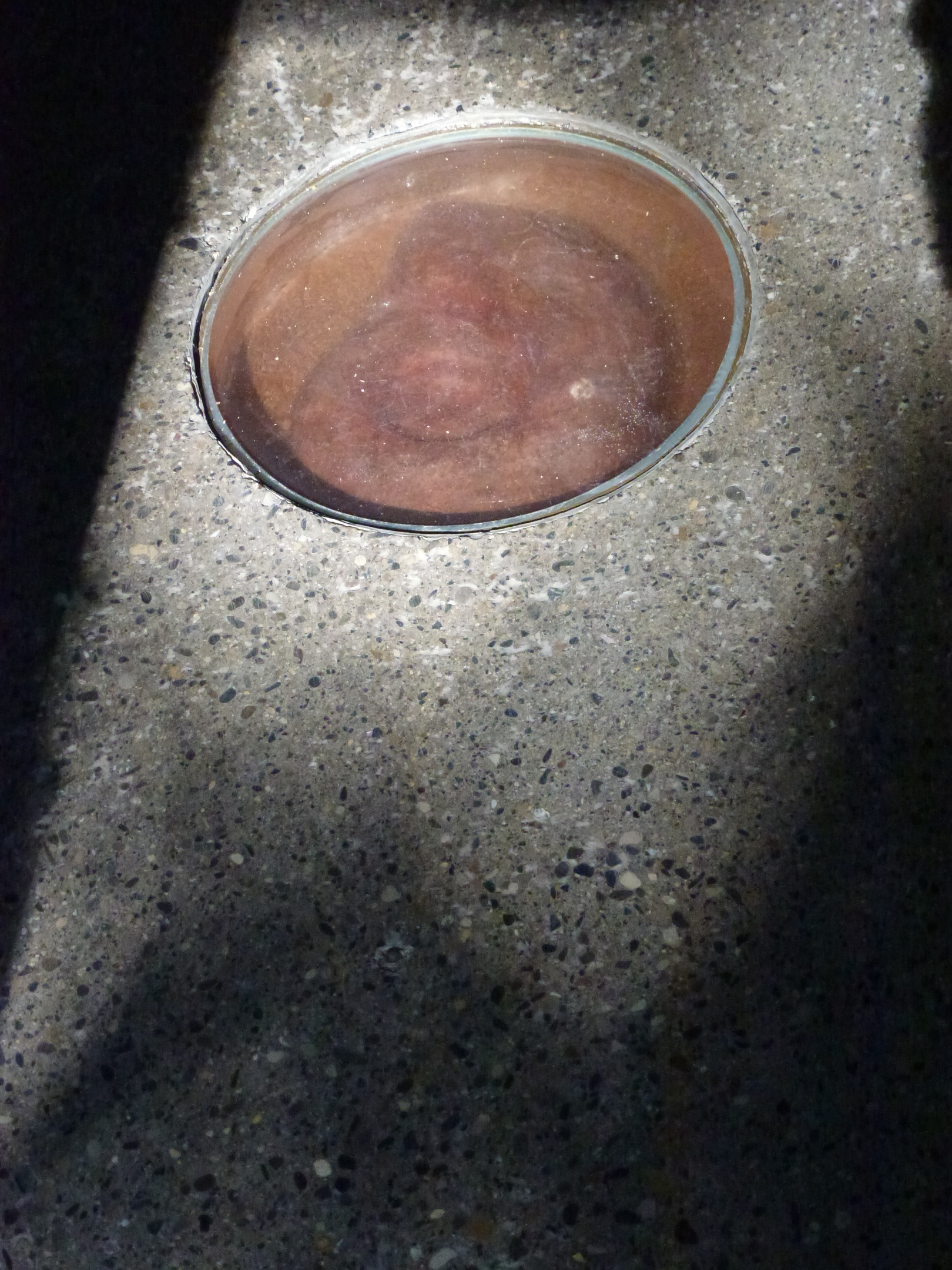
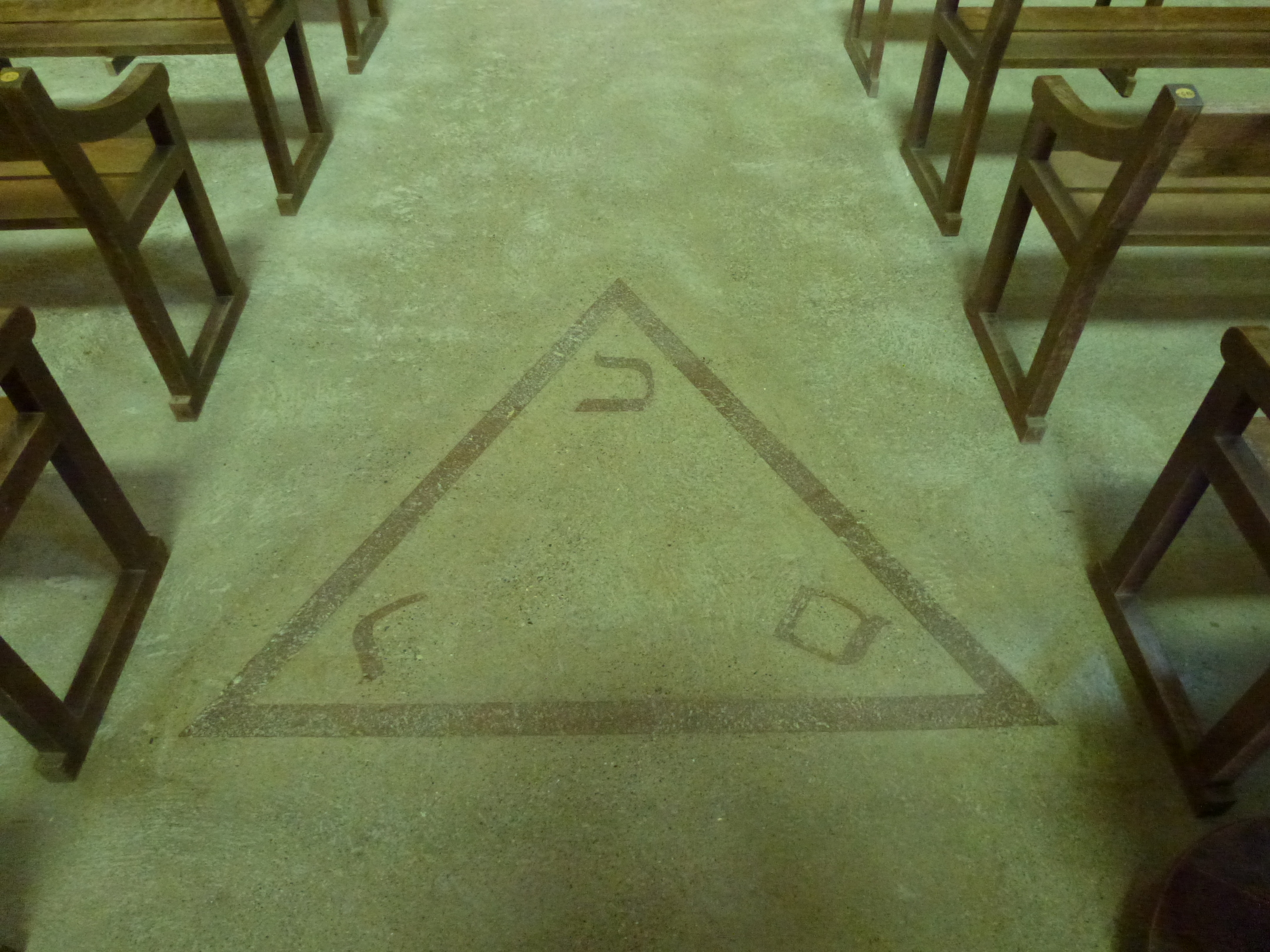
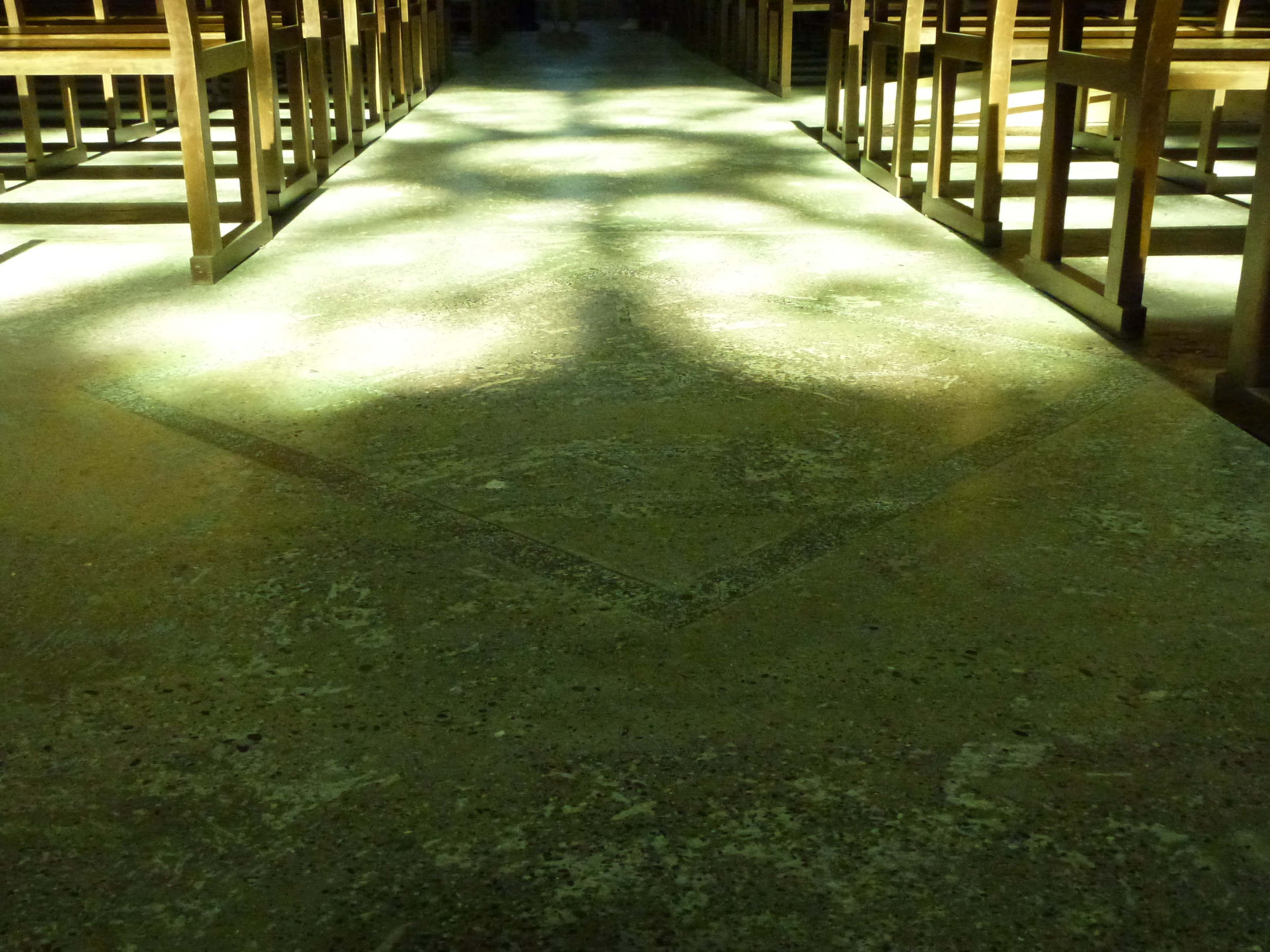

##### Mobilier liturgique
- L'autel[16],[10]
- L'ambon
- La cathèdre
- Le chandelier pascal
- Les candélabres
- Le présentoir des luminis
- Le tabernacle
- La tapisserie

## Crypte archéologique

### Fouilles archéologiques
Des fouilles sporadiques avaient été menées au cours des XIXe et XXe siècles, particulièrement par André Delmas et Jean Irigoin en 1945-1946.
Profitant des travaux de restauration et consolidation de la cathédrale par Francesco Flavigny, architecte en chef des Monuments historiques, des fouilles archéologiques ont été menées sous la cathédrale et dans les alentours immédiats.
Elles se sont étalées sur plusieurs campagnes, entre 1983 et 1993, sous la direction de Gabrielle Démians d'Archimbaud, professeur à l'université d'Aix-Marseille et au Laboratoire d'archéologie médiévale et moderne en Méditerranée (LA3M).
- 1983-1984 fouilles préalables au chantier de consolidation de la cathédrale ;
- 1987-1988 fouilles dans et sous la cathédrale ;
- 1991-1992 fouilles sous le secteur au nord de la cathédrale ;
- 1994 fouille sur le parvis (ouest) de la cathédrale.

Le désir de valoriser les résultats de ces fouilles a amené la ville, propriétaire du bâtiment, à aménager une crypte archéologique sous la cathédrale, avec une muséographie confiée à l'architecte Eric Klein. Recouvrant une surface de 870 m2, elle a été ouverte au public en juillet 2010 et se visite en semaine.

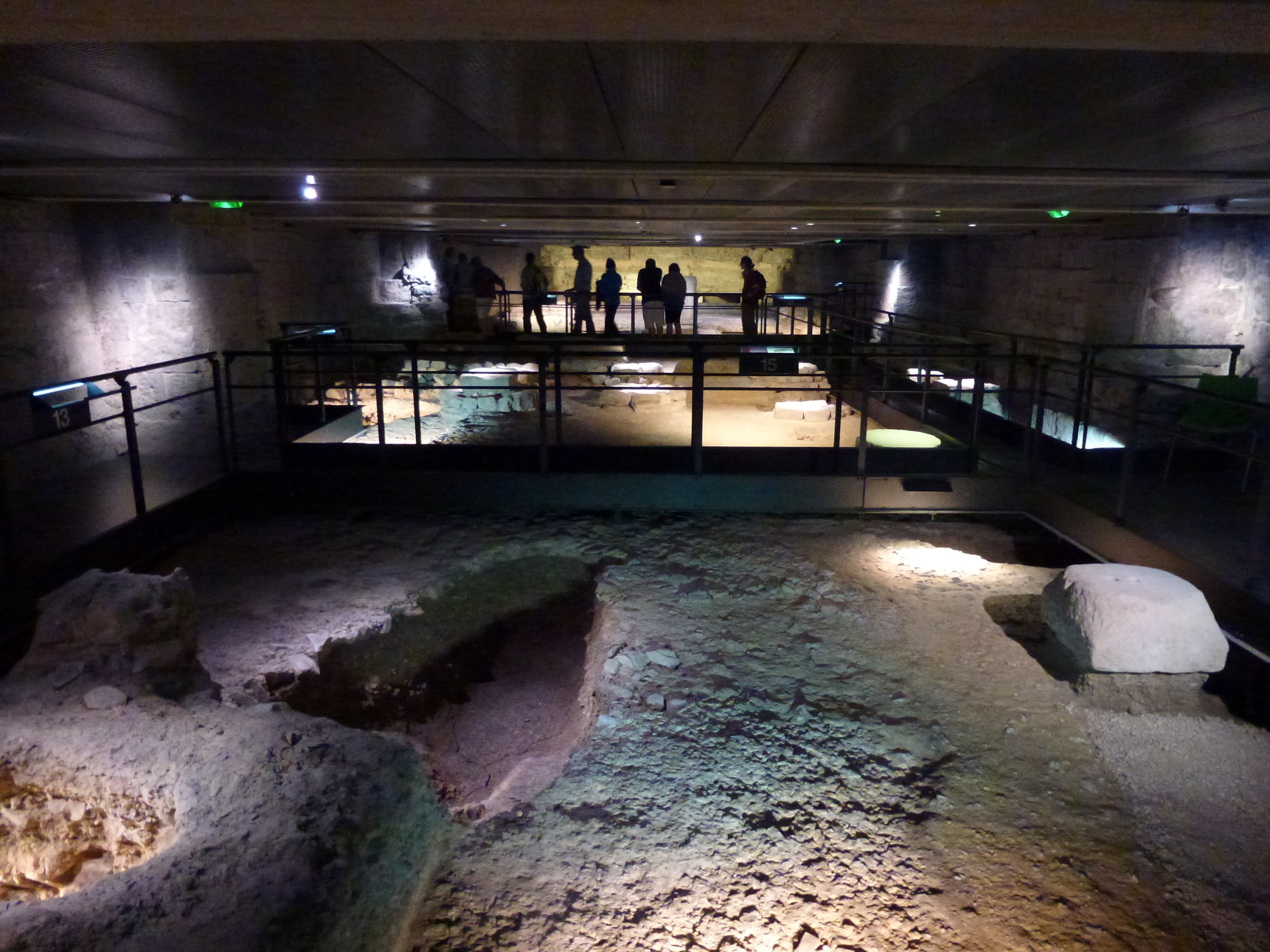
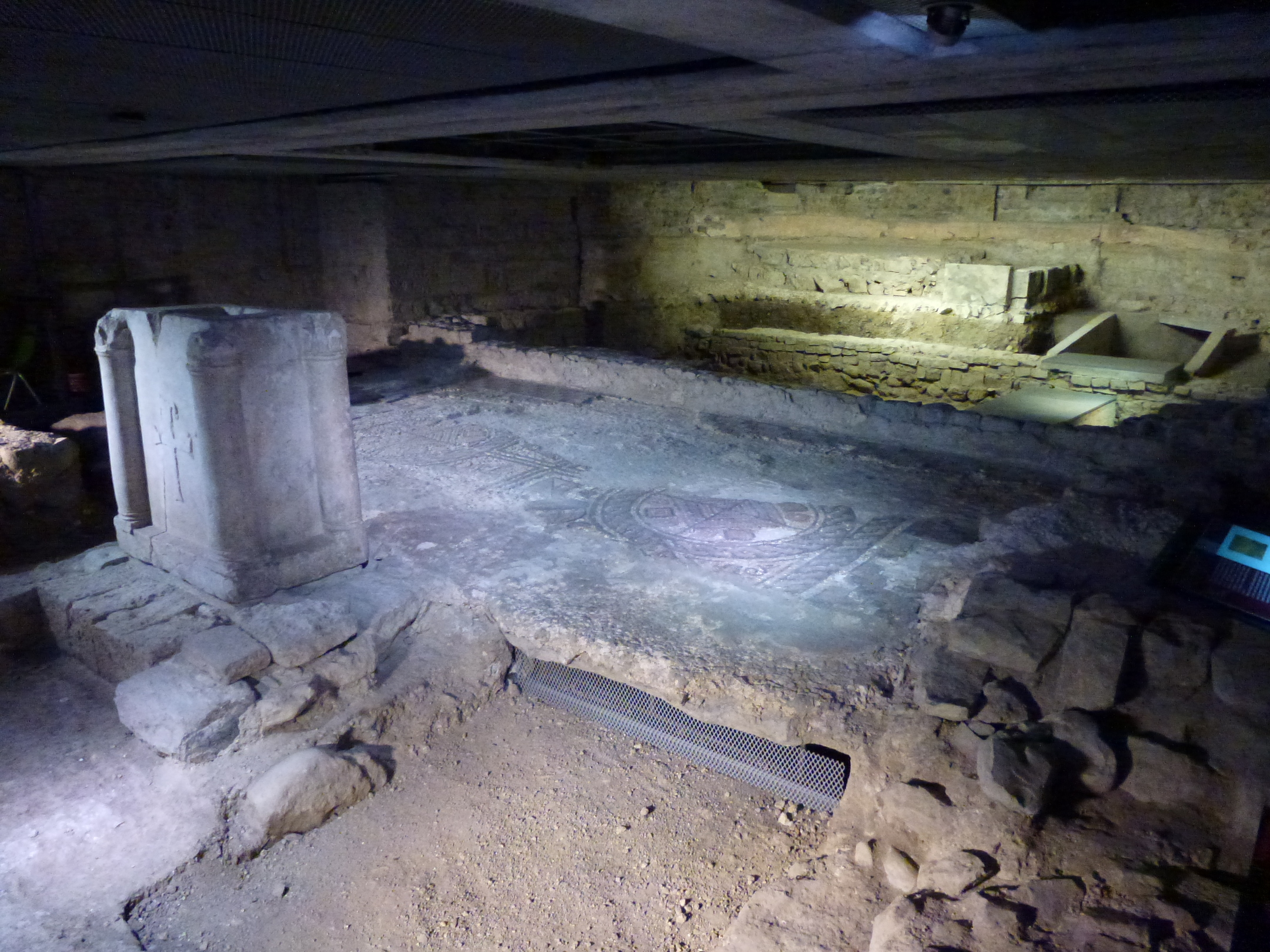
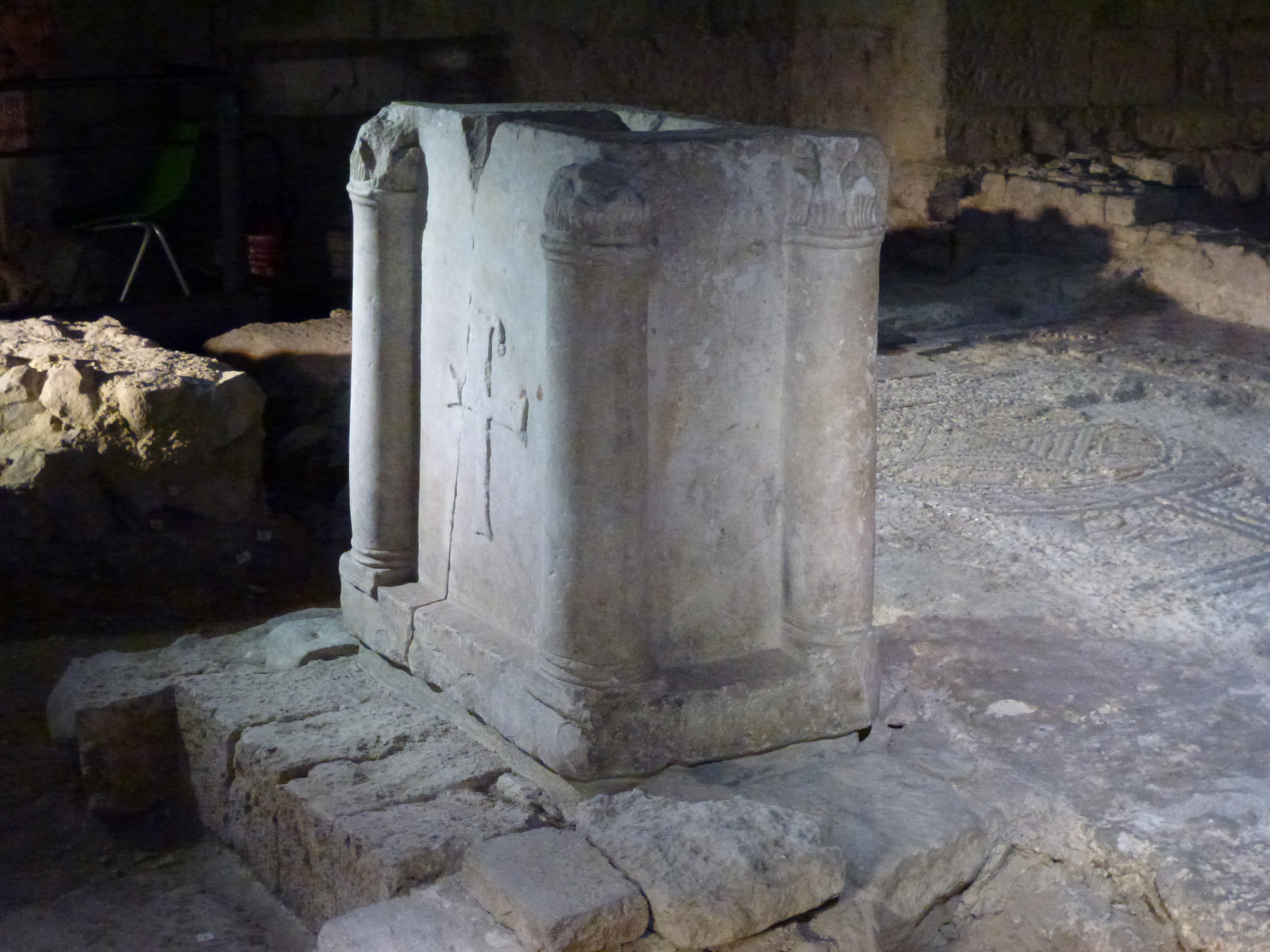
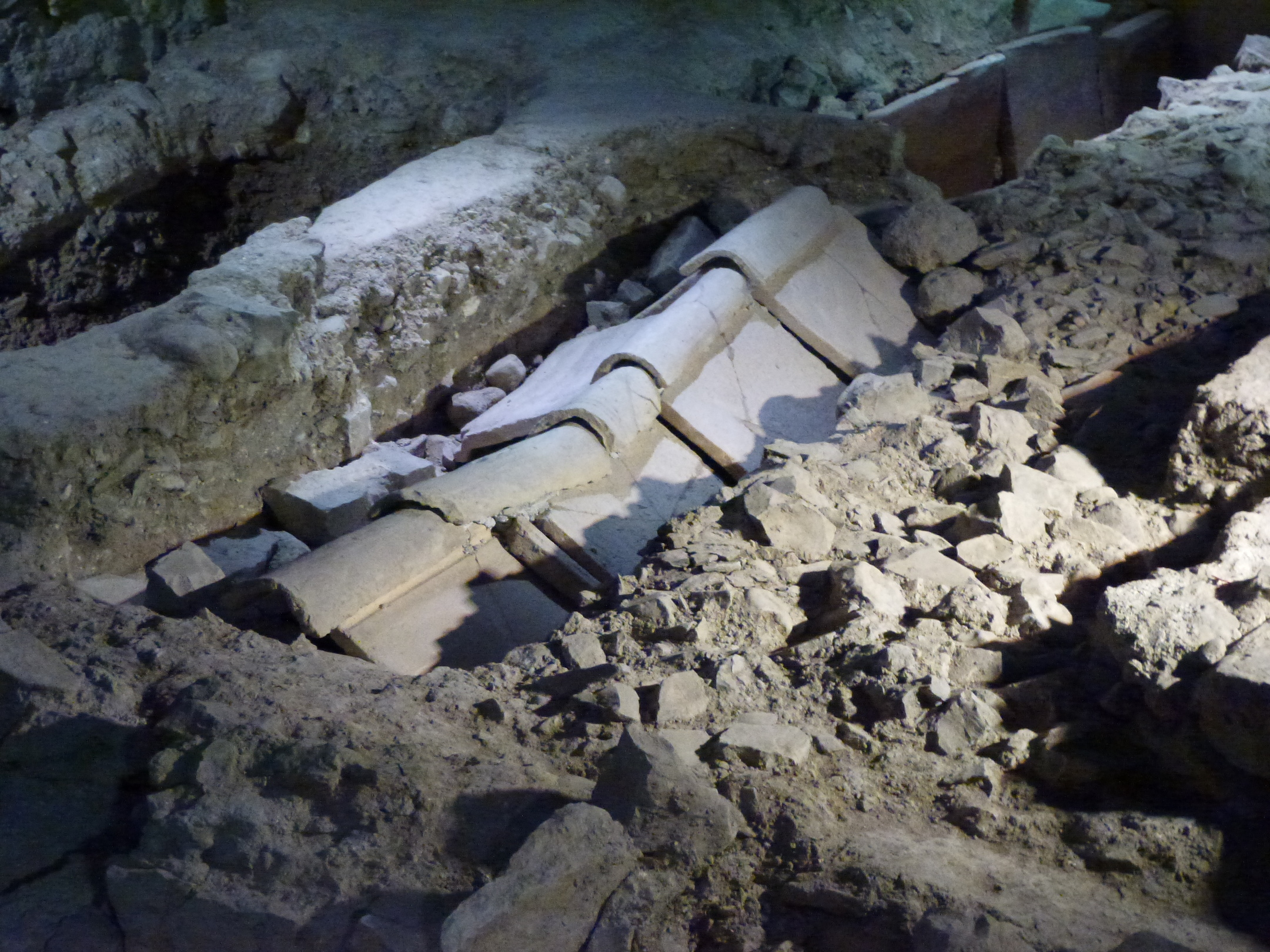

### Période pré-chrétienne
Les fouilles ont exhumé des témoignages funéraires gallo-romains datés du Ier siècle de notre ère, puis deux mausolées se faisant face datés du IIIe siècle.

### Périodepaléo-chrétienne
Une première église chrétienne datée fin IVe - début Ve siècle s'est développée en réunissant les deux mausolées gallo-romains.

### Basilique
Deux basiliques successives construites au XIe siècle ont été mises en évidence par les fouilles, la plus récente détruite par un incendie.